# Влох Орест-Степан Григорович

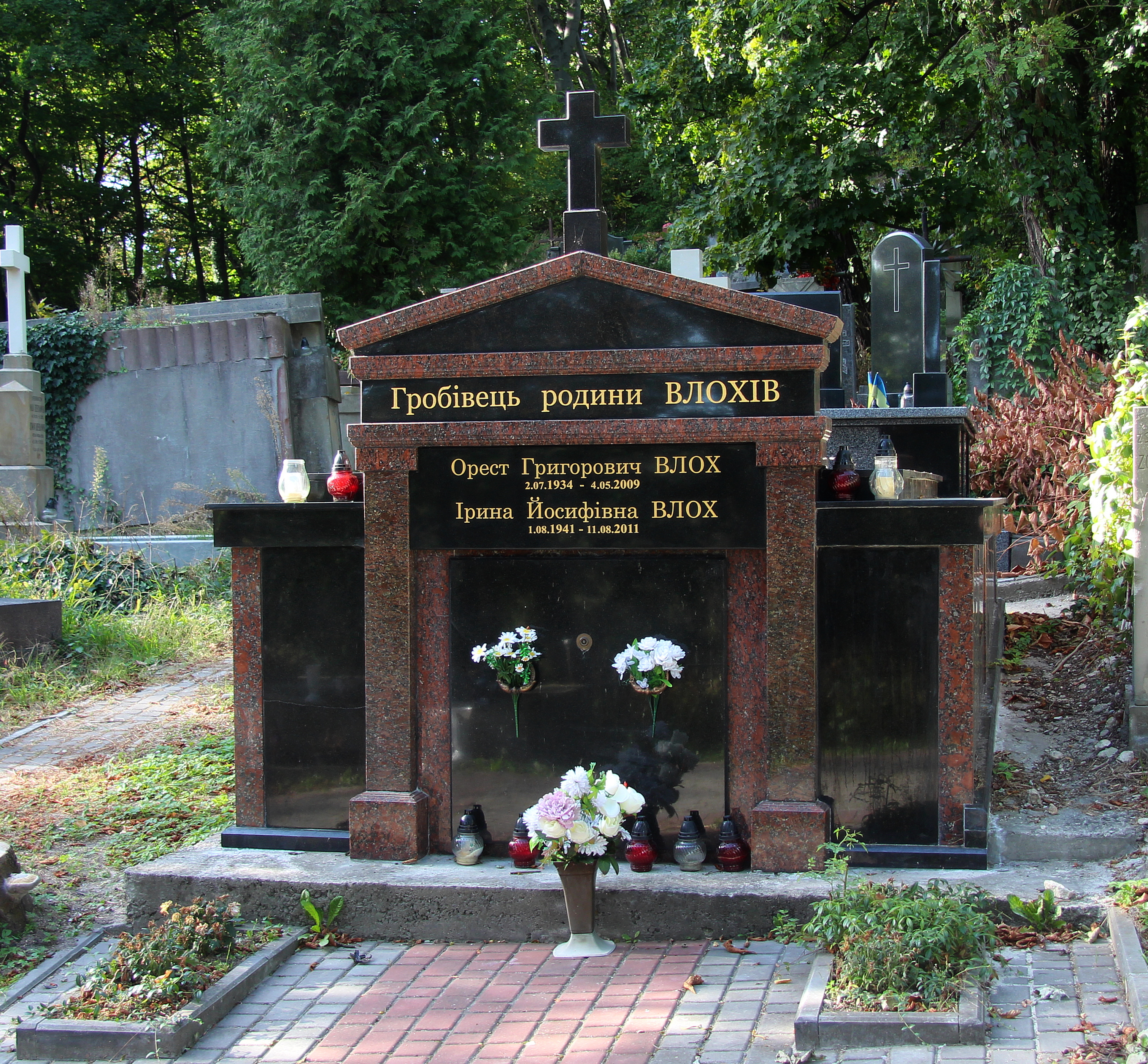

Орест-Степан Григорович Влох (* 2 липня 1934 — † 4 травня 2009) — український фізик і громадсько-політичний діяч, професор.
Академік АН ВШ України, член Міжнародної спілки кристалографів, Міжнародного товариства оптичної техніки та Українського фізичного товариства; голова західного регіонального відділення АН Вищої школи України.
Батько директора Інституту фізичної оптики Ростислава Орестовича Влоха, чоловік академіка Влох Ірини Йосипівни.

## Біографія
Народився року у місті Винники Львівської обл., в селянській родині українець, освіта вища, фізик, Львівський державний університет імені І. Франка.
З 1952 — студент, лаборант, ст. лаборант, аспірант, асистент, доцент, професор, зав. кафедрою нелінійної оптики Львівського державного університету ім. І. Франка.
З 1992 р. до 2009 р.— директор Інституту фізичної оптики Міністерства освіти і науки України. З 2014 р. Інститут фізичної оптики МОН України носить ім'я О. Г. Влоха.
Похований у родинному гробівці на 36 полі Личаківського цвинтаря.

## Політична діяльність
Член КПРС у 1981-1989 роках.
Кандидат в Народні депутати України Верховної Ради XIII скликання, висунутий ДемПУ 2-й тур — 40.01 % 2-те місце з 17- ти претендентів.
Перший голова Львівської крайової ради НРУ, член Ради колегії та голова секції зв'язку з українською діаспорою Великої ради НРУ; голова Львівської обласної організації, член ради ДемПУ.
04.03.1990 обраний Народним депутатом України 1-го скликання, висунутий трудовим колективом Львівського Державного Університету. Набрав у 53.51 % голосів у першому турі серед 11 претендентів.
Входив до Народної Ради; голова Демократичного блоку, член фракції Конгресу національно-демократичних сил.
Член Комісій України з питань Чорнобильської катастрофи та Комісії з питань народної освіти і науки.

## Наукова діяльність
Світовий авторитет вченого здобув відкриттям явища електрогірації в кристалах і низки нових оптичних ефектів. Його наукові праці і винаходи присвячені фізиці твердого тіла, оптичному матеріалознавству, параметричній кристалооптиці, структурним фазовим переходам в сегнетоелектриках і сегнетоеластиках, кристалам з неспівмірно модульованою структурою, оптичним методам запису і передавання інформації, поляриметрії, спектроскопії, радіоекології, історії фізики. Вони залишились вагомим вкладом у вітчизняну науку, в її утвердженні на світовому рівні.
Наукова школа професора Влоха О. Г., що налічує 8 докторів і близько 50 кандидатів наук, формувалася починаючи з його досліджень електрооптичного ефекту в кристалах, які були піонерськими в даній галузі в СРСР, а самі результати цих досліджень відразу ж знайшли впровадження. Професор Влох О. Г. був ініціативним організатором в науці і вищій школі. У Львівському державному університеті ім. Івана Франка заснував кафедру нелінійної оптики, СКТБ «Модулятор», факультет перепідготовки кадрів. З його ініціативи у Львові засновано науково-дослідний Інститут фізичної оптики Міністерства освіти і науки України, який він очолював до останніх днів. Він був засновником та головним редактором наукового журналу «Ukrainian Journal of Physical Optics», членом редакційних рад наукових журналів («Функціональні матеріали», «Науковий Світ»), членом наукової ради з фізики сегнетоелектриків і діелектриків при АН СРСР та галузевої науково-методичної ради відповідного профілю, організатором наукових конференцій і шкіл, зокрема міжнародних. Влох О. Г. був дійсним членом Міжнародного союзу кристалографів та одним із засновників АН Вищої школи України (член Президії, голова Західного регіонального відділення).
Він вклав свої знання в усунення наслідків Чорнобильської трагедії, у виявлення причин хіміко-токсичного забруднення західного регіону України.
Професор Влох О. Г. — один із засновників Львівської регіональної організації Народного Руху України за перебудову та перший голова цієї організації. За його керівництва Львівська організація Руху здобула повну перемогу на парламентських виборах до Верховної Ради Української РСР у 1990 р. в Львівській області.
Влох О. Г., як один із засновників Руху та Народний депутат Верховної Ради України 1-го демократичного скликання, був організатором багатьох заходів, спрямованих на підняття національної свідомості українців в період 1988—1991 рр. У своїх виступах він відстоював необхідність відновлення історичної, культурної і духовної ідентичності українців, встановлення добросусідських міждержавних стосунків.

## Нагороди
Серед його нагород: орден «За заслуги» III ступеня, «Нагорода Святого Володимира» АН ВШ України, золота медаль ВДНГ СРСР, диплом пошани ВДНГ УРСР, Благословенна грамота Патріарха Київського і всієї Руси-України за церковні заслуги перед Українською Православною Церквою Київського Патріархату, диплом і срібна медаль «За досягнення в ХХ столітті» (Кембридж, ІВС).
Заслужений діяч науки і техніки України.